# Inger-Lena Lamm
Inger-Lena Lamm (innan äktenskap Hultberg), född 27 december 1942, var Sveriges första och enda person med titeln "extra flygingenjörsaspirant" och den första kvinna i Sverige som gick en militär utbildning tillsammans med värnpliktiga män.
Hultberg blev 1962 antagen till flygvapnets flygingenjörsutbildning i Arboga för flygingenjörer i marktjänst som praktik inom sin utbildning till civilingenjör. Hon fick dock varken flyga eller använda vapen. Hon kämpade under några år för att få flyga, men valde sedan att utbilda sig civilt istället. De ansvariga för hennes utbildning menade att det berodde på svårigheter med förläggning och förplägnad, men Lamm själv ansåg att det var undanflykter.
Hultberg har ibland felaktigt ansetts vara Sveriges första kvinnliga värnpliktiga soldat, men hennes deltagande i utbildningen var helt frivillig. Svensk värnplikt började omfatta kvinnor först 2018; tidigare har kvinnor enbart (under vissa förutsättningar) berörts av civilförsvarsplikt, samt (sedan 1980) kunnat anmäla sig och testas på frivillig basis för militär grundutbildning.